# Дор (платформа)
Дор — остановочный пункт (разъезд) в бывшем населённом пункте Дор-Разъезд Краснохолмского района Тверской области.
Относится к железнодорожной линии Сонково — Овинище (Сонково — Кабожа) Октябрьской железной дороги. 
Разъезд был построен в 1899 году при строительстве железной дороги между Сонково и Красным холмом. Назван по расположенной рядом деревне Дор.

## Движение
Осуществляется движение пригородных поездов Сонково — Весьегонск и Сонково — Пестово. Также осуществляется курсирование пассажирского поезда дальнего следования Санкт-Петербург — Сонково. 
Ведётся продажа билетов на пассажирские поезда. Железнодорожная линия неэлектрифицирована.